# South Willingham
South Willingham est une paroisse civile et un village du Lincolnshire, en Angleterre.